# Spirostreptus patruelis
Spirostreptus patruelis är en mångfotingart som beskrevs av Carl Oscar von Porat 1888. Spirostreptus patruelis ingår i släktet Spirostreptus och familjen Spirostreptidae. Inga underarter finns listade i Catalogue of Life.